# 防災士
防災士（ぼうさいし）とは、特定非営利活動法人日本防災士機構による民間資格。
機構が定めたカリキュラムを防災士教本による自宅学習（履修確認レポート）と会場研修講座の受講で履修し、履修証明を得て資格取得試験に合格し、消防本部または日本赤十字社等の公的機関が主催する「救急法等講習」、「普通救命講習」、「上級救命講習」を受講して、その修了証または認定証を取得した者に認定される。防災士証の有効期限や写真の書換え更新はなく終身の民間資格（資格称号）である。

## 概要
防災士とは「“自助” “共助” “協働”を原則とし“公助”との連携充実につとめて、社会の様々な場で減災と社会の防災力向上のための活動が期待され、さらに、そのために十分な意識・知識・技能を有する者として認められた人」のことである（日本防災士機構の定義による。2017年（平成29年）4月末現在で130,424人がその資格を取得している）。
防災士の活動は、主として地震や水害、火山噴火、土砂災害などの自然災害において、公的機関や民間組織、住民等と力を合わせて、以下の活動を行うとしている。
- 平常時においては防災意識・知識・技能を活かして、その啓発に当るほか、大災害に備えた自助・共助活動等の訓練や、防災と救助等の技術の練磨などに取り組む。また、時には防災・救助計画の立案等にも参画。
- 災害時にはそれぞれの所属する団体・企業や地域などの要請により避難や救助・救命、避難所の運営などにあたり、地域自治体など公的な組織やボランティアの人達と協働して活動。

### 日本経団連の政策提言
日本経済団体連合会は2003年（平成15年）7月22日（当時は奥田碩が会長）、行政への要望として「地域防災の担い手を育成するために、防災に関する専門知識や技術、経験を有し、実践的な訓練を受けた者に防災士の称号を授与し、地域の防災リーダーあるいは調整員（コーディネーター）として活躍してもらおうというNPOの試みがある。こうした新たな取組みへの支援や、行政による教育訓練プログラムなどを充実することによって、防災対策を担う人材の質的・量的充実を図ることが必要である。」と、地域の防災力の強化を提言している。2020年1月1日現在、日本経済団体連合会の中西宏明会長は日本防災士機構評議員。

### 日本防災士会会員の活動内容
1. 平時の活動
会員及び各支部の平常時の防災活動は、原則として次に掲げる事項に基づいて行動するものとする。
  1. スキルアップ
  2. 会員相互の連携等
  3. 地域との連携(市区町村等)
  4. 地域防災の取り組み
  5. 災害活動訓練(災害想定等)
2. 災害発生時の活動
災害の程度や状況に応じて必要な項目から随時実施する。なお、職域での業務（復旧、復興、地域貢献など）に従事する場合は、職場の指示に従い、本指針には含まない。
  1. 被災した地域の会員の活動
    1. 公的支援が来るまで被災地の被害拡大を軽減するために、初期消火、救出救護、避難誘導等の共助、協働活動を効果的に行う。
    2. 地域防災会、自治体など公的組織や災害ボランティアと協働して避難所運営をはじめとする被災者支援のために活動する。その際、要援護者等の支援活動には特に留意する。
    3. 被災地内の防災士と直接連絡を取り合い、できるだけ情報の共有化に務める。
    4. 市区町村との災害時相互応援計画が策定されている場合は、それに従う。

  2. 被災地支部の活動
支部単位で災害時相互応援計画、県や市区町村との応援計画及び避難所の運営等の計画が策定されている場合は、これに協力する。策定されていない場合は、災害対策基本法に基づく地域防災計画との整合性を考慮して活動する。
  3. 被災地外会員の活動
    1. 日本防災士会および被災地支部等からの協力要請があれば、可能な範囲で協力する。
    2. 被災者支援ボランティアについては、日本防災士会から要請のない限り個人資格で参加する。

## 制度発足の背景
平成7年に発生した阪神・淡路大震災は、高度に集積した近代都市を直撃した初めての地震であり、犠牲者が6,400人を超える大災害となった。阪神・淡路大震災の最大の教訓の一つは「災害の規模が大きい場合には行政機関も被災するために、初動の救助救出、消火活動等が制限され、限界がある」ということであった。阪神・淡路大震災当時、国の対応の実務責任者は石原信雄(内閣官房副長官)であり、兵庫県の責任者は貝原俊民(知事)であった。
防災士制度は、阪神・淡路大震災を教訓として、民間の防災リーダーを可及的速やかに養成する目的で、石原信雄、貝原俊民両氏をリーダーとする民間組織「防災士制度推進委員会」によって創設され、制度設計は、国の専門調査会や各種検討会で座長経験豊富な廣井脩（元東京大学大学院情報学環教授）らの学識経験者が行った。そして、防災士制度の推進母体としてNPO法人日本防災士機構（東京都千代田区）が平成14年7月に内閣府によってNPO法人として認証され設立された。現在、認定NPO法人として活動している。

### 制度確立までの沿革
- 1995年（平成7年）1月17日 - 阪神・淡路大震災
- 1995年（平成7年）4月 - 防災問題研究所発足
- 1998年（平成10年）12月 - 防災情報機構発足 会長は石原信雄、理事長は玉田三郎
- 1999年（平成11年）8月 - 内閣府が防災情報機構をNPO法人として認証
- 1999年（平成11年）12月 - 防災情報機構が防災士制度の検討を開始
- 2000年（平成12年）10月 - 防災情報機構が防災士制度研究会を設置
- 2001年（平成13年）4月 - 防災情報機構が委員長を廣井脩に、防災士制度検討委員会を設置、防災士制度設計
- 2001年（平成13年）8月 - 防災情報機構が防災士制度作業部会を設置 座長は宮川知雄
- 2001年（平成13年）12月 - 防災情報機構が防災士制度推進委員会を設置
- 2002年（平成14年）1月 - 防災情報機構の第2代会長に元NHK解説委員・伊藤和明が就任
- 2002年（平成14年）3月 - NPO法人日本防災士機構設立総会開催 会長は貝原俊民、理事長は玉田三郎
- 2002年（平成14年）7月 - 内閣府がNPO法人日本防災士機構の法人化を認証
- 2002年（平成14年）10月 - 日本防災士機構評議員会結成 議長は氏家齊一郎
- 2003年（平成15年）4月 - 日本防災士機構第1回通常総会開催 機構会長に貝原、理事長に宮川、専務理事に玉田 防災士制度発足、日本防災士機構内部機関として防災士認証委員会を設置
- 2003年（平成15年）9月 - 第1回防災士資格取得試験実施
- 2003年（平成15年）10月 - 防災士第1号認証
- 2004年（平成16年）6月 - 日本防災士会設立準備検討委員会発足
- 2004年（平成16年）10月12日 - 日本防災士会設立発起人会により日本防災士会発足 代表幹事は小宮多喜次・浦野修
- 2006年（平成18年）5月 - 元内閣官房副長官・古川貞二郎が会長に就任
- 2018年（平成30年）1月 - 東京都知事より認定NPO認証
- 2016年（平成28年）6月23日 - 元警察庁長官、救急ヘリ病院ネットワーク会長・國松孝次が会長に就任

## 防災士の位置づけ
災害が発生した際の活動は、「自助：自らを守る行動」「共助：地域市民とともに助け合う行動」「公助：国や自治体による行動」の3種類がある。
このうち公助活動の実際は、消防、警察、自治体職員によって行われる他、高度の専門的活動については専門の資格保有者 や、それらを擁する関係団体が、国や自治体からの要請を受けて、活動が行われる。
一方、災害の発生直後から初期段階における活動（公助の動き出す前の活動）については、自らの力と、近隣住民同士の協働で切り開いていかねばならない。この自助・共助の活動を災害発生時に実践する人材として日本防災士機構は「防災士」の役割としている。また平常時についても、これら自助・共助による防災活動について、その重要性等を啓蒙する活動の担い手としても期待したいとしている。
「災害は忘れた頃にやってくる」と言われたのははるか昔の話で、平成の時代には、1995年の阪神・淡路大震災や2011年の東日本大震災を筆頭に、毎年数多くの地震・台風・ゲリラ豪雨・火山噴火が我が国を襲った。その都度、大きな犠牲を払ってきたが、同時に災害ボランティアなど昭和の時代にはなかった成果も獲得してきたのである。その成果の一つが「防災士」であると言える。
「防災士」とは03年からスタートした純然たる民間防災リーダーで、今日では全国19万人が認証されている。2日間以上の研修を受講、その後の試験に合格し、加えて救急・救命講習を修了することで資格を得られる仕組みである。NPOの民間資格ゆえ、特別の権利や義務を備えたものではない。たった2日間の講習で特別な技能など習得できるわけではないが、全ての防災士は人に助けてもらう側から人を助ける側へと、極めて大きな意識転換が為される。
同時に防災士は、誰もがなれる民間防災リーダーゆえ、「防災士教本」による学習の必要はあるが講座では難しい言葉や理論が用いられることはない。そうした身近な防災リーダーである防災士が全国各地で活躍することは公助だけに頼らないという意味で災害列島日本の防災力の向上に極めて大きな意味を持っているとも言える。
かくして、令和2年4月迄に愛媛県で14,784名の防災士の養成を、また松山市でも6,083名の防災士の養成を実現するなど、31の府県と64の自治体ならびに8校の国立大学を含む32校の大学、高専が日本防災士機構の認証を受けて防災士養成に参加したことにより、防災士資格取得希望者にとって無償もしくは、低廉な費用で防災士資格を取得出来る道が年々拡大され、平成29年3月には17万人の防災士資格取得者のうちの40％程度は自治体等の機関によって養成され、しかも拡大の一途をたどっていることから、日本防災士機構では「我々の努力が報いられ、ようやく正常な評価を得られるようになった」としている。

### 地域防災活動のリーダーの育成
防災士として最低限修得すべき防災知識・技能
- 事前対策に必要な知識・技能
  - 地域における災害リスクの把握
  - 家具転倒防止策の理解と指導要領
  - 備蓄品、防災器具等の理解と指導要領
  - 簡易耐震診断の説明と実施要領
  - 耐震補強法の理解と実施要領
  - 各種防災訓練の企画・立案・指導要領
  - DIG（災害図上演習）の理解と指導要領
  - 自主防災組織の結成、活動計画の策定の手順
  - BCP策定の手順
- 応急対策に必要な知識・技能
  - 安否確認の方法、災害用伝言ダイヤル・災害用伝言板の使用要領
  - 災害時の情報収集・通報要領
  - 初期消火活動要領
  - 負傷者の救急・救護（応急手当、AEDの操作方法）要領
  - 被災者の避難誘導要領
  - 要援護者の救出、搬送要領
  - 非常食の炊き出し要領
  - 避難所の開設・運営要領

## 展開
近年、企業による地域社会への貢献が、企業の社会的責任（CSR：Corporate Social Responsibility）として期待されている。この社会的背景を受け、災害時の初期段階における共助の活動を指向する企業が増えてきている。この受け皿として、防災士制度を活用して欲しいとしている（例えば郵便局やコンビニエンスストアなど）。
特に、郵政民営化議論がなされていた時に、郵便局長が、郵便局の公益性を見出すために積極的に防災士を取得したとも言われている。
また企業における災害時の事業継続計画（または緊急時企業存続計画、BCP：Business Continuity Plan）においても、企業内での防災知識を保有する人材の育成として、防災士制度に期待が寄せられている。日本の警備会社ないしビルマネジメント会社に所属する従業員が防災士の取得を目指す事は理に適っている。
地域における防災リーダーの育成が急務であるとの観点から、防災士養成事業を実施したり、市民の受講に対して補助制度を設ける自治体も増えつつある。
これらの自治体では、硬直化しがちな自主防災組織を防災士によって活性化し、実効ある地域防災力の構築を図っているとしている。

### 資格取得要件として救急救命実技講習が必要
防災士資格の認定申請時には、全国の消防署、日本赤十字社が実施している救急救命実技講習の修了証または認定証の取得を必要とし、有効期限を超過している場合は再受講が必要となるが、認証登録後に救命技能認定証の有効期限切れがあっても防災士資格は無効とならない。救急救命実技講習実施機関は、救命技能を維持向上するため2年から3年の間隔で定期的に再受講することを努めるように促していて、修了証の裏面に再講習の受講記録を記載するようになっている。救急救命実技講習で使用される教本は、日本版救急蘇生ガイドラインとして国際ガイドラインの内容を踏まえて編集されて発行している。この国際ガイドラインは、2000年に自動体外式除細動器（AED）の操作方法が追加され、2005年には心肺蘇生法の胸骨圧迫と人工呼吸の比率が変更されており、国際ガイドラインの更新に合わせて教本も改訂されている。応急手当普及員や赤十字救急法救急員は有効期限までに再講習を受講して資格を維持していることや、2003年（平成15年）10月の防災士第1号認証から相当な年数が経過していることなどから、防災士資格取得者の救命技能の維持に再教育の必要性があるとの指導が行われている。

### 最近の防災士資格取得事例
2018年は、徳島県が高校生を対象とする防災士資格取得講習の実施が行われた。
さらに東京都では都立高校生を対象として防災士資格取得講座を組み込んだ、東日本被災地での2泊3日行程による「防災キャンプ」を実施した。
また、岩手県議会では2018年度全員合格を公約に掲げ、全議員で防災士資格取得に挑戦した。

## 防災士登録までの手順
防災士研修講座受講、防災士資格取得試験合格、救急法基礎講習修了者認定証または救命講習修了証等の取得の総てを充たして認証登録となる。
1. 日本防災士機構が認定した研修機関、または同じく認証を受けた自治体や国立大学をはじめとする大学教育機関が実施する防災士養成事業による研修を受けて「履修証明」を得ること。
2. 日本防災士機構の「防災士資格取得試験」を受験し、合格すること。
3. 各自治体、消防本部、日本赤十字社等公的機関又はそれに準ずる団体の主催した「普通救命講習等」、「救急法基礎講習等」を受け、その修了証または認定証を取得すること。防災士資格の認定申請時に、救命技能認定証や救命講習修了証等の有効期限等を超過している場合ないしは受講認定日から5年を経過している場合は再受講が必要となる。

- 通常、防災士研修講座申込後、研修講座が実施される約1ヶ月前に「防災士教本」が届く。自宅学習を行い履修検定レポートを研修講座の受講第1日目の受付時に提出する。(31項目で約300問)
- 防災士資格取得試験は研修講座日程の最終日に研修講座と同じ会場で行われる。
- 救急救命実技講習の修了は研修講座の受講前でも受講後でも可とする。研修講座の会場で行われる場合もある。

| 科目                           | 内容事例                                                                                 |
| - 1.災害発生のしくみ           | - 地震（直下地震、海溝型地震、地震に関する最新の知見）                                   |
| - 1.災害発生のしくみ           | - 津波（東日本大震災、南海トラフ地震等の津波被害想定）                                   |
| - 1.災害発生のしくみ           | - 風水害（台風、集中豪雨、洪水）                                                         |
| - 1.災害発生のしくみ           | - 高潮、竜巻、雷、豪雪                                                                   |
| - 1.災害発生のしくみ           | - 土砂災害（土石流、がけ崩れ、地すべり）                                                 |
| - 1.災害発生のしくみ           | - 火山噴火、火砕流、溶岩流                                                               |
| - 1.災害発生のしくみ           | - 住宅火災、ビル火災、震災火災                                                           |
| - 1.災害発生のしくみ           | - 近年の自然災害のまとめと教訓                                                           |
| - 2.災害に関する情報           | - 気象予報、注意報・警報・特別警報、土砂災害警戒情報                                     |
| - 2.災害に関する情報           | - 5段階の警戒レベルと避難準備・高齢者等避難開始、避難勧告、避難指示（緊急）              |
| - 2.災害に関する情報           | - 安否情報、被害情報の発信・伝達・収集                                                   |
| - 2.災害に関する情報           | - 災害報道、インターネット・SNS の活用                                                   |
| - 2.災害に関する情報           | - 流言、風評被害                                                                         |
| - 2.災害に関する情報           | - ハザードマップの種類と活用                                                             |
| - 3.公的機関や企業等の災害対策 | - 行政の平常時対策（災害対策基本法、防災計画、被害想定）                                 |
| - 3.公的機関や企業等の災害対策 | - 行政の災害発生時対応（災害救助法、救出救助、被災者支援）                               |
| - 3.公的機関や企業等の災害対策 | - 危機管理の基本                                                                         |
| - 3.公的機関や企業等の災害対策 | - 復旧と復興（被災者生活再建支援法、仮設住宅、復興まちづくり）                           |
| - 3.公的機関や企業等の災害対策 | - 災害医療（トリアージ、こころのケア、PTSD）                                             |
| - 3.公的機関や企業等の災害対策 | - ライフライン（電力、ガス、上水道、電話）、交通インフラ（鉄道、道路）の確保             |
| - 3.公的機関や企業等の災害対策 | - 企業の防災活動・BCP、地域協力                                                          |
| - 4.自助                       | - いのちを守る（応急手当、心肺蘇生法、AED）                                              |
| - 4.自助                       | - 個人の平常時対策（家族防災会議、備蓄、損害保険）                                       |
| - 4.自助                       | - 住宅・建築物の耐震化（耐震診断・耐震補強、家具固定）                                   |
| - 4.自助                       | - 個人の災害発生時対応（身の安全、安否確認、初期消火、救助、避難などの要領）             |
| - 5.共助                       | - 地域の防災活動（自主防災組織、学校での防災教育・訓練、地区防災計画、事業所の防災計画） |
| - 5.共助                       | - 避難所（開設・運営要領、物資調達・分配、役割班、在宅避難）                             |
| - 5.共助                       | - SDGs の理念、要配慮者支援、多様性の尊重                                                |
| - 5.共助                       | - 住民が行う緊急救助技術                                                                 |
| - 5.共助                       | - 被災地支援・災害ボランティア                                                           |
| - 6.防災士制度                 | - 防災士制度創設の理念                                                                   |
| - 6.防災士制度                 | - 防災士に期待される活動                                                                 |
| - 6.防災士制度                 | - 防災士が行う各種訓練                                                                   |

| 実施機関、対象者等                                                | 講習・資格名の例示 | 認定基準                                                                                   |
| - 1. 地域消防署等の主催講習                                       | - 普通救命講習I - 普通救命講習II - 上級救命講習 - 応急手当普及員講習 | 認定対象とする                                                                             |
| - 2. 日本赤十字社（支部）の主催講習                               | - 救急法一般講習 - 救急法基礎講習 - 救急法救急員養成講習 | 認定対象とする                                                                             |
| - 3. 地方自治体が防災教育の中で実施する講習                       | - 救命講習 | 認定対象とする                                                                             |
| - 4. 消防吏員                                                     | | 認定対象とする                                                                             |
| - 5. 医師                                                         | | 履修済みの場合は、自己申告を認定対象とする                                                 |
| - 6. 国またはその指定機関、または、これに準ずる機関が実施する講習 | - 救急救命士（厚生労働省） - BLSコース（日本ACLS協会） - ACLSコース（日本ACLS協会） - CPR（心肺蘇生法）ベーシックセミナー（国際救急救命協会） - JPTECプロバイダーコース（日本救急医学会） - JPTECインストラクター養成コース（日本救急医学会） | 個別審査対象とし、「普通救急救命講習」と同等以上に相当すると判断される講習は認定対象とする |

### 資格取得試験
試験時に10分間の説明がある。試験問題、解答用紙、合否通知用封筒が配布される。合否通知用封筒に、郵便番号、住所、氏名を記入する。試験時間は50分。三問中択一による筆記試験。解答用紙には3問中、正しい答え（1～3までの数字）を書き込む。問題は30問で8割以上の正解率で合格となる。解答を終えれば試験会場を退室できる。試験問題は持ち帰れない。試験問題、解答用紙、合否通知用封筒の3点を試験監に提出して退室する。

### 試験の合否通知
試験日から2週間以内に郵便で試験の合否結果が届く。満点合格者の試験結果通知書には全問正解であったことが記される。合格の場合は防災士資格申請の手順書が同封されるので認証登録申請の手続きを進める。

### 資格取得試験の再受験
防災士資格取得試験で不合格となった場合は、再受験できる。
再試験における受験料3,000円は免除

### 認証登録申請
資格取得試験合格者は、試験結果通知書と一緒に送られる日本防災士機構宛の封筒に、申請書類を封入し郵送する。研修機関における会場研修最終日に行われる資格取得試験の合格者は、研修機関に申請書類を預けて手続きを代行してもらう。

#### 申請に必要なもの
1. 防災士認証登録申請書
2. 防災士資格取得試験合格通知（写）
3. 申請に要する費用を支払った「振替払込請求書兼受領証の写し」
4. 防災士証印刷用カラー写真2枚（縦30mm 横25mm）裏にボールペンで氏名を記入

#### 登録から交付まで
申請書類の受付後、申請書類に不備がなければ、当月の末日までに日本防災士機構認証委員会によって防災士認証が行われ、防災士登録台帳への氏名登載と防災士認証状および防災士証が発行される。防災士認証状および防災士証は、月末日付の郵便で申請者に送付される。

## 研修実施機関
防災士資格取得の条件の一つである「防災士研修講座」については、同機構が直接行うのではなく、特に自治体等を対象として広く研修実施機関を募り、全国各地で講座を開催できる態勢を整えたいとしている。
2003年（平成15年）6月に、愛知県が自治体として初めて防災士養成事業に参加してから、全国の自治体で養成研修が行われている。2019年（令和元年）10月現在で、95の地方自治体のほか8つの国立大学と28の民間および教育機関が実施している。2020年（令和2年）4月末現在では、全防災士19万名のうち約6万名が防災士研修センターの研修講座を受講して防災士になっている。日本全国各地で毎月研修講座を開催している研修実施機関は防災士研修センターだけである。
受講料は防災士研修センターを利用した場合は、防災士教本、資料、会場研修、履修確認レポート（添削式）及び日本防災士機構への試験料、資格登録料の全てを含み63,800円となる。自動車安全運転センターから発行されたSDカード（発行後2年以内）の写しを受講申込書に添付して提出することで2千円の優遇割引を受けることができる。

### 防災士研修民間機関
- 防災士研修センター
- NTTラーニングシステムズ
- 日本経営教育センター

### 防災士研修教育機関
- 名古屋大学
- 和歌山大学
- 山口大学
- 徳島大学
- 香川大学
- 愛媛大学
- 熊本大学
- 鹿児島大学
- 大阪市立大学
- 宮崎公立大学
- 札幌大谷大学
- 青森中央学院大学
- 八戸学院大学
- 東北福祉大学
- 昌平黌
- 作新学院大学
- 千葉科学大学
- 日本大学
- 国士舘大学
- 八洲学園大学
- 新潟医療福祉大学
- 常葉大学
- 松本大学
- 四日市大学
- 関西国際大学
- 倉敷芸術科学大学
- 福山大学
- 福岡大学
- 福井工業高等専門学校
- 明石工業高等専門学校（舞鶴工業高等専門学校会場）
- 福島工業高等専門学校
- 神戸市立科学技術高等学校
- 日本体育大学

### 防災士資格取得の特例
日本防災士機構では、既に防災に関しての一定の知識または実践力を身に付けていると認定された特定の資格者に対して、防災士資格取得の特例規定を定めている。

#### 消防官に関する特例規定
平成16年9月、消防官(退職者を含む)にかかる防災士資格取得基準を決定し、全国消防長会に「消防職員にかかる特例」制度の制定を通知している。消防官は、救急救命実技講習認定基準の認定対象となる。

#### 警察官に関わる特例
平成19年12月、警察官にかかる防災士資格取得基準について検討を行い、警察庁に「警察職員にかかる特例」制度の制定を通知している。

#### 赤十字救急法救急員の特例
日本赤十字社の赤十字救急法救急員や赤十字救急法指導員は、防災士資格取得特例コース申込書（防災士認証書式日本赤十字社用1号）を機構に通知すると1日の集中養成研修を受講する資格が認定される。申請した場合、機構が試験会場および試験日程を選定し、申請者に対して防災士資格取得試験実施通知書および試験受験申請書（防災士認証書式日本赤十字社用2号）等の書類が郵送される。防災士教本代3千円と受験料3千円を含む、1日研修費用を払い込み試験日の1ヶ月前までに必要な書類を返送すると教本が届き受験まで自宅学習となる。
赤十字救急法救急員は、日本赤十字社により赤十字救急法基礎講習および救急員養成講習が2.5日間（約18.5時間）で受講証が発行される。最終日の認定試験（学科および効果測定）に合格すると資格有効期限のある認定書が郵送される。赤十字の教材費は3千円程度。

### 履修による取得
徳島大学では、全学共通教育の教養科目として「災害を知る」前期2単位「災害に備える」後期2単位の2科目を4月の開講から翌年2月まで週1回32週にわたって講義や実習を受講し修得することで、環境防災研究センター長から徳島大学防災リーダーとして認定され、徳島大学防災リーダーには防災士受験資格が付与される。防災リーダー講座修了式と合わせて防災士試験模擬テストが行われる。翌週、防災士資格取得試験に臨む。
千葉科学大学では、薬学部の1～3年次に特定の3科目6単位を履修、または危機管理学部の1～3年次に5科目7単位を履修することで、防災士資格取得試験の受験資格を得ることができる。学内で実施される認定試験に合格することで防災士の資格が得られる。
富士常葉大学は、防災士資格の課程が認定されている。
香川大学産学官連携推進機構危機管理研究センターでは、防災士養成講座の短期コースの開講している。
東北福祉大学社会貢献・地域連携センター防災士研修室が一般市民向けに実施する「防災士養成研修講座」は、同大通信教育部の科目の1つである「特講（防災士研修講座）」としても位置付けられており、1単位（スクーリング単位も1単位とされる）が卒業要件に充当することができる。
藤田医科大学は2022年度より防災士取得を卒業要件とした。

## 防災士育成事業
新潟県妙高市では、防災士の資格取得に要する経費に対して講座受講の40日前までに補助金交付の申請を行うことで必要経費の全額補助を受けることができる。また、茨城県守谷市・龍ケ崎市、千葉県我孫子市、新潟県糸魚川市・上越市、長野県小諸市、山梨県韮崎市、岐阜県瑞浪市・中津川市、福井県勝山市、岡山県備前市等、一部経費の補助をし、防災士育成事業もしくは自主防災組織育成事業として助成を行っている自治体もあるが、補助金交付の対象となる経費は、防災士養成研修講座受講料、資格取得試験受験料、資格認証登録料および旅費の一部。その他、交付対象として自主防災組織や自治会に所属または推薦を受けた者とされていることが多い。
愛媛県西条市は、平成18年から各地区の自主防災組織のリーダーを対象に受講料など資格取得費用を市が全額負担する防災士養成講座を開設している。石川県金沢市や愛媛県松山市でも資格取得費用を全額補助する制度を導入している。（2007年（平成19年）10月9日公明新聞）
栃木県日光市では、市内在住または市内在勤者を対象に日光市防災士養成講座を無料で開講している。
令和2年3月現在、26府県73の自治体が実施した防災士育成事業によって養成された防災士は約68,546名である。

### 受験資格が付与される無料講座
奈良県自主防犯・防災リーダ研修の修了者には防災士資格取得試験の受験資格が与えられる。受講料は無料。教本代は必要。平成18年度の修了者は145人（うち防災士登録者は98人）、平成19年度の修了者は135人（うち防災士登録者は104人）。
和歌山県地域防災リーダー育成講座「紀の国防災人づくり塾」の全講座を受講し修了した者には修了証（知事名）が授与され、防災士資格取得試験の受験資格が付与される。受講料は無料。教本代は必要。
茨城県では、防災士制度が確立される以前より防災に関する幅広い知識と技術を身につけるための、いばらき防災大学を開催している。防災の専門家による講義だけでなく、消火用ポンプや救助用機材を使った実技講習も取り入れている。必要な課程を受講することでいばらき防災大学の修了証が授与され、防災士資格取得試験の受験資格が与えられる。受講料は無料。平成13年度の受講者127名（修了者115名）、平成14年度の受講者108名（修了者96名）、平成15年度の受講者74名（修了者70名）、平成16年度の受講者61名（修了者59名）、平成17年度の受講者45名（修了者43名）、平成18年度の受講者35名（修了者33名）、平成19年度の受講者56名（修了者48名）、平成20年度の受講者39名（修了者36名）。
長崎県防災推進員（自主防災リーダー）養成講座を修了した者には知事名の修了証が授与され、防災士資格取得試験の受験資格が付与される。講座を3日間受講し、かつ、防災士教本による事前学習を行い、レポートを提出した者は、3日目に実施される防災士資格取得試験を受講できる。受講料は無料。
熊本県地域防災リーダー養成講座火の国ぼうさい塾の3日間の講義を全て受講した者には熊本県知事からの修了証が授与され、防災士資格取得試験の受験資格が認められる。受講料は無料。
三重大学自然災害対策室と三重県の協働で、みえ防災コーディネーター育成講座が開講されている。全32講座のうち26講座以上受講した者は、みえ防災コーディネーターとして認定され、防災士資格取得試験の受験資格が得られる。受講料は無料。
これらの他にも無料ではないが、幾つかの自治体で教本代程度の自己負担で防災リーダー養成講座等の名称で講習が行われており、受講すれば防災士資格取得試験受験資格が得られる。また最終日に試験が行われるような日程のものが多い。

## 認証登録状況
日本防災士機構では、ホームページのTOPに都道府県別の防災士認証者数を1位から3位まで、4位から10位まで、11位以下を色分けして、全国の都道府県ごとの防災士認証者数を表記した図を掲載している。防災士認証者数30万人を目標に国民運動として防災士の育成を推進したいと呼びかけている。東京都の防災士認証者数が突出している理由として民間による防災士研修講座の開催が東京会場に集中している現状がある。地方での防災士研修講座の開催は自治体及び国立大学などの防災士養成事業への取り組みに依存する傾向となっている。
| 防災士認証者数都道府県別順位表 |            |          |
| 順位                           | 都道府県名 | 認証者数 |
| 1位                            | 東京都     | 23,840名 |
| 2位                            | 愛媛県     | 23.397名 |
| 3位                            | 大分県     | 13,688名 |
| 4位                            | 大阪府     | 11,975名 |
| 5位                            | 愛知県     | 10,629名 |
| 6位                            | 石川県     | 9,954名  |
| 7位                            | 兵庫県     | 9,938名  |
| 8位                            | 神奈川県   | 9,806名  |
| 9位                            | 岐阜県     | 9,393名  |
| 10位                           | 福岡県     | 8,581名  |
| （2024年（令和6年）6月末現在） |            |          |

### 防災士認証者数の推移
- 2003年（平成15年）10月 - 防災士第1号認証
- 2006年（平成18年）2月 - 10,000名に到達
- 2007年（平成19年）11月 - 20,000名に到達
- 2009年（平成21年）3月 - 30,000名に到達
- 2010年（平成22年）6月 - 40,000名に到達
- 2012年（平成24年）3月 - 50,000名に到達
- 2013年（平成25年）2月 - 60,000名に到達
- 2013年（平成25年）11月 - 70,000名に到達
- 2014年（平成26年）8月 - 80,000名に到達
- 2015年（平成27年）2月 - 90,000名に到達
- 2015年（平成27年）11月 - 100,000名に到達
- 2016年（平成28年）4月 - 110,000名に到達
- 2016年（平成28年）12月 - 120,000名に到達
- 2017年（平成29年）4月 - 130,000名に到達
- 2017年（平成29年）12月 - 140,000名に到達
- 2018年（平成30年）4月 - 150,000名に到達
- 2018年（平成30年）12月 - 160,000名に到達
- 2019年（平成31年）3月 - 170,000名に到達
- 2019年（令和元年）10月 - 180,000名に到達
- 2020年（令和2年）2月 - 190,000名に到達

| 防災士認証登録者数一覧表 |        |        |        |        |        |        |        |        |        |        |        |         |         |         |         |         |
|                          | 2003年 | 2004年 | 2005年 | 2006年 | 2007年 | 2008年 | 2009年 | 2010年 | 2011年 | 2012年 | 2013年 | 2015年  | 2016年  | 2017年  | 2018年  | 2019年  |
| 1月                      | ─      |        |        |        |        |        |        |        | 42,703 |        |        | 88,291  | 105,146 | 124,034 | 142,984 | 165,355 |
| 2月                      | ─      |        |        | 10,000 |        |        |        | 38,489 | 43,276 |        | 61,296 | 90,269  | 107,052 | 126,240 | 144,975 | 167,995 |
| 3月                      | ─      | 1,581  | 5,008  | 10,620 | 16,955 | 21,485 | 30,000 | 39,204 | 43,948 | 50,000 |        | 92,100  | 109,093 | 128,252 | 147,481 | 170,756 |
| 4月                      | ─      |        |        |        |        |        |        | 39,820 | 44,314 | 51,375 | 64,742 | 92,880  | 110,913 | 130,424 | 150,183 | 173,611 |
| 5月                      | ─      |        |        |        |        |        |        | 39,914 | 44,503 | 51,851 | 65,239 | 93,360  | 111,810 | 131,079 | 151,058 |         |
| 6月                      | ─      |        | 5,900  | 11,810 | 17,888 | 22,983 | 31,824 | 40,000 | 44,728 |        |        | 94,215  | 112,600 | 131,905 | 151,649 |         |
| 7月                      | ─      | 2,272  |        | 12,324 |        | 24,633 |        | 40,344 |        |        |        | 95,190  | 113,575 | 132,921 | 152,675 |         |
| 8月                      | ─      |        |        | 12,847 | 18,655 |        |        | 40,679 |        |        |        | 96,072  | 114,374 | 133,700 | 153,888 |         |
| 9月                      | ─      |        | 6,911  | 13,605 | 19,231 | 25,595 | 33,739 |        |        | 54,345 |        | 97,376  | 115,706 | 135,000 | 155,459 |         |
| 10月                     | 216    |        |        |        |        | 26,344 |        | 41,380 |        |        | 69,534 | 99,077  | 117,560 | 136,597 | 157,364 |         |
| 11月                     |        |        | 8,187  | 14,817 | 20,000 |        |        |        |        |        | 70,000 | 100,737 | 119,460 | 138,475 | 159,118 |         |
| 12月                     |        | 4,075  | 9,008  | 15,569 | 20,666 | 27,732 |        | 42,260 |        |        | 72,563 | 102,726 | 121,560 | 140,361 | 161,650 |         |

2009年（平成21年）3月16日のフジサンケイ ビジネスアイによると、防災士認証登録者は2009年3月に3万人に到達したが、そのうち1万人超は全国特定郵便局の局長である。
2009年（平成21年）5月20日の日本防災士機構通常総会において、古川貞二郎会長は、平成23年度中に防災士認証者数5万名達成、平成27年には防災士認証者数10万名達成という目標を掲げ、これを実現している。（平成28年4月現在110,913名）

### 認証登録者の内訳
2007年（平成19年）1月17日の読売新聞で、防災士の資格取得者の内訳が報道された。内訳は平成18年12月末現在の認証登録者の男女比と年齢層である。全国の資格取得者のうち、50歳以上が過半数を占めている。
| 防災士認証者の男女比 |           |
| 男（84%）            | 女（16%） |
| （令和2年2月末現在） |           |

|  |

|  |

|  |

|  |

|  |

|  |

産経新聞（2007年（平成19年）9月6日）によると、資格取得者の最年少は12歳の小学6年生、最年長は90歳代の男性である。また、読売新聞（2007年（平成19年）12月4日）では、全国最年少は小学5年生（認定当時）と報じている。

### 自治体職員の資格取得
栃木県栃木市は、2007年（平成19年）10月25日に日向野義幸市長はじめ全職員618人を対象に防災士資格を取得させると発表している。当時、東京都荒川区が一部職員に防災士資格の取得を実施していたが、全職員が資格の取得を目指すのは全国で初めてであった。約700万円をかけて5ヵ年で全職員が防災士資格を取得することを決め、2007年（平成19年）11月に実施された防災士資格取得試験では、日向野義幸市長以下53人の職員が防災士資格を取得している。

## 防災士の組織化
防災士の有志で組織する日本防災士会は、「自助」、「共助」の原則のもと、会員のネットワークを構成し、防災士としての活動と技術研鑽を支援することを目的として、小宮多喜次、浦野修の2名を代表幹事とした20名の役員体制で平成16年10月12日に設立された。地域等の特性等に対応する活動を通じて日本防災士会の目的達成に寄与するために各地で支部を結成し、地元自治体や防災関連団体との連携を深め、会員相互のネットワークを構築して有為の活動を推進している。